# Glenville
Pour les articles homonymes, voir Glenville (homonymie).
La ville de Glenville est le siège du comté de Gilmer, situé dans l’État de Virginie-Occidentale, aux États-Unis. Sa population s’élevait à 1 537 habitants lors du recensement de 2010, estimée à 1 464 habitants en 2018.

## Histoire
La ville a d'abord porté le nom de The Fork, Stewart’s Creek et Hartford avant d’adopter celui de Glenville en 1856. Son nom proviendrait du vallon (« glen » en anglais) dans lequel se situe la ville.